# 國華商業銀行
國華商業銀行（The China State Bank, Limited）在1928年1月27日成立於中國上海，原名國華銀行，創辦人鄒敏初、鄧瑞人等。

## 历史
国华银行1927年由邓瑞人、唐寿民、邹敏初、邹醒初等人发起，最初目的是吸收侨汇，发展实业。实际上，邹敏初创行的资本，主要为陈济棠所辖第四军之军官军属。另一发起人邓瑞人曾任十九路军财政官员，因此国华与国军十九路军有很强的联系。
1928年1月27日正式开业。总额原定国币200万元，实际收足103万元。1931年7月资本收足230余万元。
1929年春于苏州、南京各设分行，秋间又设广州分行。1930年1月在上海本埠新闸、虹口两处各设分行，秋间又设南市分行。
1932年秋设厦门分行。1934年于天津、青岛、常州各设分行。
1935年设北平分行。1938年于香港设分行及总行驻港办事处。
香港沦陷后，国华香港分行和总行办事处撤至上海。1946年，香港分行正式复业1948年6月，汕头分行开业。1948年改名為國華商業銀行。
新中國成立後的1951年9月，受中國人民銀行總行管轄。
1980年10月總行改稱總管理處，遷址北京。香港分行后改由中国银行港澳管理处管理。
20世纪90年代，香港分行有17家支行，为香港中银集团成员。
2001年10月改組成中銀香港之一部份。